# Vụ hỏa hoạn Trung tâm huấn luyện trẻ Sealand
Vụ hỏa hoạn Trung tâm huấn luyện trẻ Sealand (Tiếng Hàn: 씨랜드 청소년수련원 화재 사고) là một thảm họa nghiêm trọng xảy ra vào ngày 30 tháng 6 năm 1999 tại Hwaseong, Gyeonggi, của Hàn Quốc. Vụ cháy đã cướp đi sinh mạng của 23 người, trong đó có 19 trẻ mẫu giáo, đã thiệt mạng và 6 người bị thương.
Khi vụ hỏa hoạn xảy ra, tổng cộng có 544 người, trong đó có 497 trẻ em, đang có mặt tại trung tâm, bao gồm các học sinh từ ba trường mẫu giáo, học sinh tiểu học và các lớp nghệ thuật.